# Dendroglossa cantoniensis
Dendroglossa cantoniensis là một loài thực vật có mạch trong họ Polypodiaceae. Loài này được (Baker) Copel. miêu tả khoa học đầu tiên năm 1947.